# Sidi Lyamani
Sidi Lyamani (en àrab سيدي اليمني, Sīdī al-Yamanī; en amazic ⵙⵉⴷⵉ ⵍⵢⴰⵎⴰⵏⵉ) és una comuna rural de la prefectura de Tanger-Assilah, a la regió de Tànger-Tetuan-Al Hoceima, al Marroc. Segons el cens de 2014 tenia una població total de 10.365 persones.